# 雙向反射分佈函數

图像中画出了BRDF的两个参数，所有的向量长度都为1。指向光源方向，指向观察者， 是反射表面的法线方向

雙向反射分佈函數（bidirectional reflectance distribution function、BRDF）是一個定義光線在不透明表反射的四次元函數，基本式為：{\displaystyle {f_{r}(\omega _{i},\omega _{r})\ }}，在這裡{\displaystyle \omega _{i}\ }是指光線的反方向，另外{\displaystyle \omega _{r}\ }是指光線反射的方向，除此之外，還有一個{\displaystyle \mathbf {n} }代表法線，这个值的意义是在{\displaystyle \omega _{\text{r}}}方向的反射光线的 辐射率 和同一点上从{\displaystyle \omega _{\text{i}}}方向射入的光线的辐射率的比值。每一个{\displaystyle \omega }方向可以被参数化为 方位角{\displaystyle \phi } 和天顶角{\displaystyle \theta }, 因此BRDF是一个四维函数。BRDF的单位是sr−1, 其中(sr)是球面度的单位。